# 経済統合
経済統合（けいざいとうごう）、経済一体化（けいざいいったいか）とは、自由貿易地域（FTA）や関税同盟など、通商にかかわる関税や貿易障壁、サービスの貿易に関する規制や、投資、人の移動の制限の撤廃などがなされることにより、双方の市場経済を統合することを指す。
NAFTA（北米自由貿易協定）やEU（欧州連合）は、段階こそ違えど、共に地域経済統合の一種である。

## 統合の段階
地域経済統合の段階は、アメリカの国際経済学者ベラ・バラッサにより、以下のように分類されている。
自由貿易協定・地域（FTA）
加盟国間相互で関税その他の貿易に関する障壁を撤廃する。加盟国以外の非加盟国に対しては共通関税を設けず、加盟各国がそれぞれ独自の関税率を設定する。
関税同盟
域内の貿易に関する障壁の撤廃に加えて、非加盟国からの輸入に対して共通関税を設ける。
共同市場
貿易上の制限の撤廃だけでなく、構成国間の労働力・資本などの、生産要素の移動の制限をも撤廃する。ただし、欧州統合における市場統合では、規格や職業資格の相互認証や関連する経済法制や政策の調整に重点が置かれた。
経済同盟
共同市場を基礎として、構成国間における経済政策の調整が、ある程度実施される。
完全な経済統合
経済同盟に加えて、政治的統合をも含む。
この分類によると、1993年に共同市場を誕生させ、なおかつ1999年に域内単一通貨ユーロを誕生させることで、各国の経済政策の調整を図っているEUは、共同市場と経済同盟の中間点にあるといえる。地域経済統合における完全な経済統合は、2019年現在実現していない。
段階が深い順に以下に示す。
1. 特恵貿易地域
2. 自由貿易協定, 通貨同盟
3. 関税同盟, 共同市場
4. 経済同盟, 関税通貨同盟
5. 経済通貨同盟
6. 財政同盟
7. 完全な経済統合

   [部分的] — [全面的] — [なし or N/A]

## 経済理論と目標
地域経済統合に関する経済の理論（定理）としては、「関税同盟の理論」（ヴァイナー）や「Kemp and Wan定理」などが挙げられる。「Kemp and Wan定理」は、GATT24条の文言に表れている。
このように、各国の第一義的な目標は、通商上の障壁を撤廃することによって、経済的利益を得ることであるといえる。しかし、経済統合の波及効果として、各国の関係緊密化による関係の安定、経済発展による政治的安定が深化するなどの効果がある。近年、日本が、ASEAN並びに歴史問題を抱える大韓民国とのFTA締結に積極的な理由もここにある。好例として、途上国と先進国との自由貿易協定であるNAFTAは、メキシコの経済発展に多大な影響を与えている。